# 29 Dywizja Flak
29 Dywizja Flak (niem. 29. Flak-Division) – niemiecka dywizja artylerii przeciwlotniczej z okresu II wojny światowej.
Jednostkę utworzono 26 lutego 1945 na bazie XIV Brygady Flak. Jej zadaniem było zapewnienie obrony przeciwlotniczej najważniejszym miastom w okupowanej Norwegii. Była to silna jednostka, liczyła łącznie 97 ciężkich i 57 średnich i lekkich baterii przeciwlotniczych. Służyło w niej 513 oficerów i 14822 żołnierzy. Jej jedynym dowódcą był Oberst Alexander Nieper.
Dywizja poddała się Aliantom 8 maja 1945.

## Skład bojowy dywizji (1944)
- 23 pułk Flak w Narwiku (Flak-Regiment 23)
- 92 pułk Flak w Stavangerze (Flak-Regiment 92)
- 152 pułk Flak w Trondheimie (Flak-Regiment 151)
- 162 pułk Flak w Oslo (Flak-Regiment 162)